# Xavier Barbier de Montault
Xavier Barbier de Montault est un prélat catholique, archéologue et historiographe français né à Loudun le 6 février 1830 et mort à Blaslay le 30 mars 1901.

## Biographie
Xavier Barbier naît le 6 février 1830 à Loudun, au sein d'une vieille famille angevine et poitevine. Il est le fils de Joseph Barbier (1800-1880), avocat, et d'Adélaïde Montault (1808-1865). Issu d'une fratrie de 17 enfants, il est le descendant d'une famille dont la généalogie connue commence avec Nicolas Barbier (1561-1627). Il est en outre l'arrière-petit-fils de Jean Barbier (1750-1817), seigneur de la planche, avocat au parlement, président de l'élection de Poitiers et l'arrière-petit-neveu de Charles II Montault-Désilles, évêques d'Angers de 1803 à 1839. Il cousine avec Gaspard Barbier, Emmanuel Barbier ou encore Hubert Barbier.
Il fait ses études au séminaire de Mongazon, puis au séminaire Saint-Sulpice et à Rome. Pendant son séjour, il fait des découvertes archéologiques à Monza.
Le nouvel évêque d'Angers, Guillaume Angebault, le nomme historiographe du diocèse d'Angers. Xavier Barbier de Montault crée en 1857 le musée diocésain. Il le dirige jusqu'en 1867 et y recueille plus de 3 000 pièces.
Il retourne en Italie, où il passe quatorze ans, devenant en 1869 camérier du pape Pie IX, prélat de la Maison de Sa Sainteté, référendaire au tribunal de la Signature papale et primicier de l'archibasilique et université du Saint-Sauveur du Latran.
Grand-croix de l'ordre de François Ier, il est aussi commandeur de l'ordre du Saint-Sépulcre, chevalier de l'ordre de Saint-Grégoire-le-Grand et de l'Éperon d'or et comte de Latran. Il est fait chanoine d'honneur de différentes cathédrales : Anagni, Manfredonia, Moûtiers et Langres. Il est en outre officier de l'instruction publique et membre des Académies romaines des Arcades, d'Archéologie pontificale et du Tibre, et membre de plusieurs sociétés savantes de France.
Au concile Vatican I (1870), il assiste comme théologien Joseph Desflèches, vicaire apostolique en Chine.
Passionné de graphologie, il se fait le disciple de l'abbé Michon et son analyse de l'écriture du cardinal Orsini (futur pape Benoît XIII) est publiée dans la revue graphologique Journal des autographes en 1876. À l'assemblée générale de la Société de graphologie du 23 mai 1882, il est nommé président d'honneur de celle-ci.
Il est proposé pour devenir évêque à plusieurs reprises mais se heurte à plusieurs oppositions du haut clergé et du gouvernement français à cause de son ultramontanisme. Il meurt en France à Blaslay le 30 mars 1901 à 71 ans.

## Titulature

### Titulature officielle
- 1859 : Monsieur l'abbé Xavier Barbier (de Montault ?)
- 1869 : Sa Seigneurie Illustrissime et Révérendissime Monseigneur Xavier Barbier de Montault

## Distinctions et décorations

### Décorations pontificales
- Commandeur de l'ordre équestre du Saint-Sépulcre de Jérusalem (Vatican)
- Chevalier de l'ordre de Saint-Grégoire-le-Grand (Vatican)
- Chevalier de l'ordre de l'Éperon d'or (Vatican)

### Décorations françaises
- Officier de l'Instruction publique (France)

### Autres décorations
- Grand-croix de l'ordre royal de François Ier (Deux-Siciles)

## Œuvres
Plusieurs œuvres de Xavier Barbier de Montault sont disponibles au format PDF sur le site de la Bibliothèque Saint-Libère :
- L'Année liturgique à Rome ;
- Le Costume et les usages ecclésiastiques selon la tradition romaine ;
- Traité pratique de la construction, de l'ameublement et de la décoration des églises ;
- Œuvres complètes de Mgr X. Barbier de Montault (16 tomes).

Autres publications :
- La Cathédrale d'Anagni, éditeur V. Didron, 1858 ;
- La grande pancarte de la basilique de Latran, in-4°, à 2 col., 37 p. (extrait de la Revue de l'Art chrétien) ;
- Journal d'un voyage archéologique dans le diocèse de Verdun, Nancy, 1889, in 8, 42 p. (extrait du Journal de la Société d'archéologie lorraine, sept.-oct. 1889) ;
- Épigraphie du département de Maine-et-Loire, Répertoire historique et archéologique de l'Anjou, 1868-1869 ;
- Traité d’iconographie chrétienne, 2 volumes, Paris, Société de Librairie Ecclésiastique et Religieuse, 1898, 410 p. et 512 p.[7].